# Nick De Santis
Pour les articles homonymes, voir De Santis.
Nick De Santis, né le 11 septembre 1967 à Montréal, est un joueur de soccer canadien. Il est vice-président chargé des relations internationales et du développement technique de l'Impact de Montréal après y avoir été joueur, entraineur-chef et directeur sportif.

## Carrière

### Carrière de joueur
En 1987, il dispute la Coupe du monde des moins de 20 ans au Chili.
Il joue comme milieu de terrain avec le Supra de Montréal de 1987 à 1992. Ensuite il a joué avec l'Impact de Montréal de 1993 à 1998 et de 2000 à 2003. En 1994, il a gagné le championnat de la A-League (ancien nom de la USL). Et en 1999 il a joué avec le Capital Express de Raleigh.

### Carrière d'entraîneur
En 2001 il fut joueur-entraîneur. En 2002 et 2003, il fut entraîneur-adjoint sous Bob Lilley. À partir de 2004, il fut 
l'entraîneur en chef de l'Impact de Montréal. Il fut finaliste au titre d'entraîneur en chef de l'année en 2004 et 2006 et il a fut nommée entraîneur en chef de l'année dans la USL en 2005. Sous sa gouverne, l'Impact de Montréal a gagné le championnat en 2004 et gagné le titre de champion du calendrier régulier en 2004, 2005 et 2006. 
Le 10 juin 2008, Nick De Santis quitte son poste d'entraîneur-chef pour devenir le directeur technique de la formation. C'est un autre ancien joueur du club, John Limniatis, qui le remplace.
De Santis est nommé au poste de directeur sportif de l'Impact le 31 janvier 2011 en vue de préparer sportivement l'accession du club en MLS pour la saison 2012.
En juin 2011, il retrouve le poste d'entraîneur-chef de l'Impact à la suite de la démission en cours de saison de Marc Dos Santos en raison des mauvais résultats du club en NASL. 4 mois plus tard, il laisse les rênes de l'équipe à Jesse Marsch pour la première saison en MLS de l'histoire l'Impact. Il devient alors directeur technique du club puis directeur sportif pour la saison 2014. Entre juillet 2013 et juillet 2014, les résultats de l'Impact sont catastrophiques et la stratégie de recrutement est très critiquée. Joey Saputo annonce le 30 juillet 2014 que Nick de Santis est démis de ses fonctions de directeur sportif mais il intègre la nouvelle organisation administrative du club en devenant officiellement "directeur du développement des affaires internationales" un mois plus tard.
Le 25 août 2019, il quitte l'Impact de Montréal après 26 années passées au club dans divers rôles.

## Palmarès

### Palmarès de joueur
| Club                       | année | pj  | pd  | MIN   | B  | P  | PTS | C  | E  |
| -------------------------- | ----- | --- | --- | ----- | -- | -- | --- | -- | -- |
| Impact de Montréal         | 1993  | 20  | 20  | 1767  | 1  | 0  | 2   | 7  | 1  |
| Impact de Montréal         | 1994  | 17  | 17  | 1534  | 2  | 4  | 8   | 6  | 1  |
| Impact de Montréal         | 1995  | 20  | 19  | 1647  | 3  | 1  | 7   | 2  | 1  |
| Impact de Montréal         | 1996  | 26  | 26  | 2277  | 4  | 3  | 11  | 3  | 1  |
| Impact de Montréal         | 1997  | 25  | --  | 2092  | 5  | 10 | 20  | 6  | 1  |
| Impact de Montréal         | 1998  | 26  | --  | 2249  | 4  | 5  | 13  | 7  | 1  |
| Capital Express de Raleigh | 1999  | --  | --  | --    | -- | -- | --  | -- | -- |
| Impact de Montréal         | 2000  | 25  | --  | 2123  | 1  | 2  | 4   | 7  | 1  |
| Impact de Montréal         | 2001  | 17  | --  | 1564  | 0  | 1  | 1   | 3  | 1  |
| Impact de Montréal         | 2002  | 18  | 14  | 1140  | 1  | 1  | 3   | 3  | 0  |
| Impact de Montréal         | 2003  | 25  | 23  | 1855  | 0  | 1  | 1   | 4  | 0  |
| Total Impact               | ----- | 219 | 119 | 18248 | 21 | 28 | 70  | 48 | 8  |
| Total USL                  | ----- | --  | --  | --    | -- | -- | --  | -- | -- |